# Линия C (Пражское метро)
Линия C (чеш. Linka C) — линия Пражского метрополитена. Хронологически является первой линией системы, была открыта 9 мая 1974 года на участке между станциями «Kačerov» и «Sokolovská» (ныне «Florenc»). Сейчас длина составляет 22,41 км и включает в себя 20 станций.

## Пересадки
| № | Пересадка на линию | Со станции | На станцию |
| - | ------------------ | ---------- | ---------- |
| C | Линия C            | Музеум     | Музеум     |

## Схема пути и подвижной состав

### Типы вагонов, использовавшихся на линии
| Тип |
| --- |

| Период |
| ------ |